# Освіта в Польщі
Система освіти в Польщі складається з навчальних закладів, які надають базову середню та вищу освіту. До перших належать дитячі садки, середні школи, гімназії, а також муніципальні школи, художні і т. д. До других — університети, академії та заклади, що мають сертифікат вищої школи. Освітні заклади у Польщі знаходяться під юрисдикцією Міністерства національної освіти та Міністерства науки та вищої освіти.
У пересічного поляка всі етапи навчання займають майже 20 років. Починаючи з 3 років, дітей — за бажанням батьків — віддають до дитячого садка. Подальші етапи освіти регламентуються законом «Про систему освіти» від 1991 р., який містить поняття шкільного обов'язку: у Польщі всі діти мусять отримати середню освіту на рівні загальної школи та гімназії. У той шкільний рік, коли дитині виповнюється 6 років, батьки зобов'язані віддати її до школи — інакше в ситуацію втрутиться держава. До речі, зараз тривають дебати щодо урядового проєкту про шкільний обов'язок для 6-річних дітей. Частина педагогів та батьків підтримує цю ініціативу, частина — виступає з рішучою критикою, проводить кампанії в Інтернеті та на громадських порталах.

## Дошкільна освіта
В Польщі діє єдина європейська система дошкільної освіти. У батьків є вибір, чи віддавати дитину в дитячий садок взагалі, і якщо віддавати, то на повний або скорочений день, крім останнього року, що передує вступу в початкову школу.

## Вища освіта
Станом на 2010/2011 навчальний рік сектор вищої освіти у Польщі мав 470 вишів, з яких 338 — це приватні ВНЗ, а 132 — державні. За даними на кінець 2011 року у них навчалось 1,764 млн студентів, з яких 1,245 млн — у державних ВНЗ, а 518 тис. (29 %) у приватних. У 2011 році видатки зведеного бюджету склали 0,67 % від ВВП — 12082 млн. PLN (2935.5 млн EUR).
В вищих навчальних закладах Польщі триступенева система, що включає ступені Бакалавра (Licencjat, Inzynier), Магістра (Magister) та Доктора наук (Doktor). Ця система є обов'язковою від 2007/2008 навчального року.

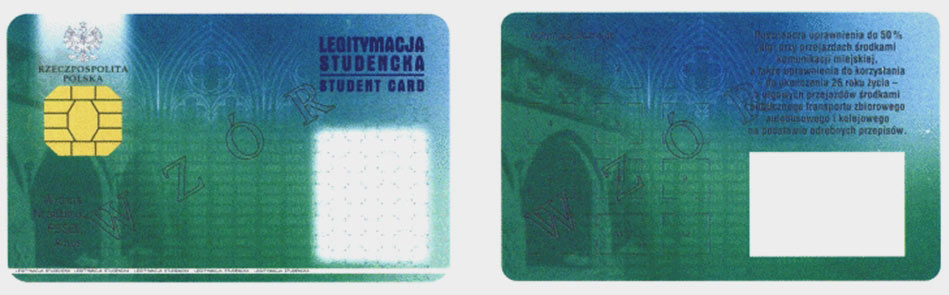
Польський студентський квиток

Висока якість освіти сприяла визнанню польських дипломів у ЄС та більшості країн світу. Польський диплом європейського зразка не потрібно додатково підтверджувати в інших країнах, тому з'являються ширші можливості працевлаштування. Університети Польщі також мають вагому перевагу — вартість навчання. Вона є нижчою за більшість університетів Західної Європи.
Мультикультурне середовище, у якому відбувається навчання, стимулює активно вивчати іноземні мови. Так як польські університети співпрацюють із європейськими щодо програм обміну — студенти можуть навчатися певний період в інших країнах і в майбутньому обирати країну для подальшого розвитку.
Окрім цього, польські університети часто пропонують абітурієнтам можливість безкоштовного навчання, а також різноманітні стипендії та знижки на навчання.